# Dom Billa Gatesa
Niektóre z zamieszczonych tu informacji od 2014-12 wymagają weryfikacji.
Dokładniejsze informacje o tym, co należy poprawić, być może znajdują się w dyskusji tego artykułu.
 Po wyeliminowaniu niedoskonałości należy usunąć szablon {{Dopracować}} z tego artykułu.
Dom Billa Gatesa – dom mieszkalny z widokiem na jezioro Washington w Medinie w stanie Waszyngton, w Stanach Zjednoczonych, należący do przedsiębiorcy, założyciela Microsoftu, Billa Gatesa. Wartość netto majątku Amerykanina Forbes szacuje na 40 miliardów dolarów amerykańskich.
Rezydencja słynie ze stylu i zastosowanych rozwiązań technicznych. Posiadłość nosi nazwę Xanadu 2.0, pochodzącą od rezydencji postaci z filmu Obywatel Kane. Budowa trwała siedem lat i kosztowała 63,2 miliona dolarów amerykańskich.
W 2009 roku podatek od nieruchomości wyniósł 1,063 mln dolarów przy całkowitej zadeklarowanej wartości 147,5 mln dolarów.

## Projekt
Dom jest rezultatem współpracy pomiędzy Bohlin Cywinski Jackson Architects i Cutler-Anderson Architects. Żadna z tych firm nie zamieszcza informacji ani zdjęć domu, prawdopodobnie ze względów bezpieczeństwa i ochrony prywatności Gatesa.
Posiadłość cechuje nowoczesne wzornictwo w stylu Pacific lodge, z klasycznymi elementami, takimi jak duża prywatna biblioteka w kształcie kopuły z oculusem. Dom posiada system serwerowy, osiemnastometrowy basen z podwodnym systemem muzycznym, siłownię o powierzchni 230 m², jadalnię o powierzchni 93 m², podgrzewane podłogi i podjazdy. Goście noszą plakietki,  które umożliwiają kontakt z systemem klimatyzacyjnym dostosowującym temperatury w pomieszczeniach; muzyka i oświetlenie są ustalane w zależności od preferencji danej osoby przy wchodzeniu do pokoju.
Posadowiąc budynek, wykorzystano częściowe otoczenie ścian gruntem.